# Saltos ornamentais nos Jogos Olímpicos de Verão de 2008 - Trampolim 3 m individual feminino
A competição do trampolim de 3 m individual feminino dos saltos ornamentais nos Jogos Olímpicos de Verão de 2008 foi realizada nos dias 15, 16 e 17 de agosto no Centro Aquático Nacional de Pequim.
A competição de saltos ornamentais é composta de 3 fases. Na primeira, as 29 atletas executam cinco saltos. As 18 atletas mais bem colocadas se classificam para as semifinais. Novamente, cada atleta executa cinco saltos e as 12 mais bem colocadas avançam para as finais. Nas finais, os atletas executam mais cinco saltos. A cada nova fase, os resultados da fase anterior são desconsiderados.
Cada salto é avaliado por sete juízes, com notas de zero a dez e incremento de meio (0,5) ponto. A pontuação abaixo de 7,0 e acima de 9,5 são raros. Dessas sete notas, são descartadas a nota mais baixa e a mais alta. As demais notas são somadas, multiplicadas por 0,6 e depois multiplicada pelo grau de dificuldade atribuído ao salto. O resultado desta operação é o valor atribuído ao salto.

## Calendário
| Agosto                      | Agosto | 6 | 7 | 8 | 9 | 10 | 11 | 12 | 13 | 14 | 15 | 16 | 17 | 18 | 19 | 20 | 21 | 22 | 23 | 24 |
| --------------------------- | ------ | - | - | - | - | -- | -- | -- | -- | -- | -- | -- | -- | -- | -- | -- | -- | -- | -- | -- |
| Trampolim 3 m ind. feminino |        |   |   |   |   |    |    |    |    |    | P  | S  | F  |    |    |    |    |    |    |    |

|  | Dia de competição |  | Dia de final |

## Medalhistas
| Ouro   | CHN Guo Jingjing     |
| Prata  | RUS Yuliya Pakhalina |
| Bronze | CHN Wu Minxia        |

## Resultados

### Preliminar
Esses foram os resultados da fase preliminar dos saltos ornamentais:
| Posição | Atleta                       | Saltos | Saltos | Saltos | Saltos | Saltos | Total  |
| Posição | Atleta                       | 1      | 2      | 3      | 4      | 5      | Total  |
| ------- | ---------------------------- | ------ | ------ | ------ | ------ | ------ | ------ |
| 1       | CHN Guo Jingjing             | 76,50  | 81,00  | 58,90  | 81,00  | 76,50  | 373,90 |
| 2       | RUS Yuliya Pakhalina         | 67,50  | 76,50  | 82,15  | 72,00  | 60,00  | 358,15 |
| 3       | CAN Blythe Hartley           | 78,00  | 80,60  | 64,50  | 66,00  | 61,50  | 350,60 |
| 4       | CHN Wu Minxia                | 57,00  | 71,05  | 74,40  | 76,50  | 70,50  | 349,45 |
| 5       | MEX Laura Sanchez            | 75,00  | 70,00  | 67,50  | 57,35  | 64,50  | 334,35 |
| 6       | ITA Tania Cagnotto           | 64,50  | 64,40  | 67,50  | 64,50  | 72,00  | 332,90 |
| 7       | UKR Olena Fedorova           | 66,15  | 68,60  | 63,00  | 63,00  | 63,00  | 323,75 |
| 8       | USA Christina Loukas         | 63,00  | 65,10  | 70,50  | 54,00  | 60,00  | 312,60 |
| 9       | GER Katja Dieckow            | 63,00  | 46,20  | 66,00  | 69,00  | 58,50  | 302,70 |
| 10      | CAN Jennifer Abel            | 63,00  | 69,75  | 30,00  | 75,00  | 63,00  | 300,75 |
| 11      | USA Nancilea Foster          | 43,50  | 63,00  | 58,05  | 65,10  | 70,50  | 300,15 |
| 12      | SWE Anna Lindberg            | 54,00  | 51,00  | 58,50  | 66,00  | 65,25  | 294,75 |
| 13      | AUS Sharleen Stratton        | 64,50  | 57,00  | 63,00  | 36,00  | 67,50  | 288,00 |
| 14      | ITA Maria Elisabetta Marconi | 43,50  | 47,60  | 60,00  | 63,00  | 72,00  | 286,10 |
| 15      | AUS Chantelle Newbery        | 59,40  | 54,00  | 42,00  | 60,45  | 69,00  | 284,85 |
| 16      | GER Ditte Kotzian            | 54,00  | 63,00  | 49,50  | 52,50  | 63,80  | 282,80 |
| 17      | MEX Jashia Luna              | 50,40  | 58,05  | 58,80  | 57,40  | 52,20  | 276,85 |
| 18      | HUN Nóra Barta               | 60,75  | 58,80  | 40,50  | 54,60  | 61,50  | 276,15 |
| 19      | RUS Svetlana Filippova       | 63,00  | 42,00  | 60,00  | 50,40  | 58,80  | 274,20 |
| 20      | COL Diana Isabel Pineda      | 50,40  | 55,35  | 60,90  | 58,80  | 43,40  | 268,85 |
| 21      | MAS Elizabeth Jimie          | 48,00  | 54,00  | 42,00  | 52,50  | 57,00  | 253,50 |
| 21      | MAS Leong Mun Yee            | 54,00  | 52,50  | 51,00  | 33,00  | 63,00  | 253,50 |
| 23      | PHI Sheila Mae Perez         | 52,80  | 43,40  | 50,40  | 48,00  | 56,55  | 251,15 |
| 24      | HUN Villõ Kormos             | 55,35  | 45,60  | 49,00  | 47,60  | 50,40  | 247,95 |
| 25      | GBR Rebecca Gallantree       | 48,00  | 54,25  | 28,50  | 58,50  | 43,50  | 232,75 |
| 26      | UKR Anna Pysmenska           | 31,50  | 46,50  | 58,50  | 39,00  | 48,00  | 223,50 |
| 27      | AUS Veronika Kratochwil      | 54,00  | 52,65  | *19,50 | 46,20  | 46,40  | 218,75 |
| 28      | RSA Jenna Dreyer             | 42,00  | 0,00   | 50,40  | 64,50  | 54,00  | 210,90 |
| 29      | BLR Darya Romenskaya         | 52,50  | 39,00  | 27,00  | 37,20  | 51,30  | 207,00 |
| 30      | ESP Jenifer Benitez          | 56,70  | 33,75  | 21,00  | 58,80  | 23,80  | 194,05 |

* - Penalizado em 2,0 pontos em função de reinício do salto.

### Semifinal
Esses foram os resultados da semifinal dos saltos ornamentais:
| Posição | Atleta                       | Saltos | Saltos | Saltos | Saltos | Saltos | Total  |
| Posição | Atleta                       | 1      | 2      | 3      | 4      | 5      | Total  |
| ------- | ---------------------------- | ------ | ------ | ------ | ------ | ------ | ------ |
| 1       | CHN Guo Jingjing             | 79,50  | 76,50  | 79,05  | 81,00  | 82,50  | 398,55 |
| 2       | RUS Yuliya Pakhalina         | 69,00  | 78,00  | 77,50  | 78,00  | 81,00  | 383,50 |
| 3       | CHN Wu Minxia                | 79,50  | 73,95  | 41,85  | 70,50  | 79,50  | 345,30 |
| 4       | USA Nancilea Foster          | 67,50  | 72,00  | 60,75  | 66,65  | 72,00  | 338,90 |
| 5       | ITA Maria Elisabetta Marconi | 64,50  | 71,40  | 67,50  | 63,00  | 66,00  | 332,40 |
| 6       | UKR Olena Fedorova           | 72,90  | 47,60  | 71,40  | 68,60  | 68,60  | 329,10 |
| 7       | USA Christina Loukas         | 60,00  | 62,00  | 67,50  | 72,00  | 67,50  | 329,00 |
| 8       | AUS Sharleen Stratton        | 72,00  | 58,50  | 57,40  | 67,50  | 70,50  | 325,90 |
| 9       | SWE Anna Lindberg            | 60,00  | 60,00  | 67,50  | 70,50  | 66,70  | 324,70 |
| 10      | CAN Blythe Hartley           | 72,00  | 65,10  | 48,00  | 67,50  | 72,00  | 324,60 |
| 11      | HUN Nóra Barta               | 60,75  | 63,00  | 61,50  | 71,40  | 61,50  | 318,15 |
| 12      | MEX Laura Sanchez            | 67,50  | 58,80  | 57,00  | 65,10  | 66,00  | 314,40 |
| 13      | CAN Jennifer Abel            | 67,50  | 65,10  | 45,00  | 49,50  | 69,00  | 296,10 |
| 14      | AUS Chantelle Newbery        | 64,80  | 52,50  | 55,50  | 51,15  | 70,50  | 294,45 |
| 15      | GER Ditte Kotzian            | 64,80  | 37,80  | 49,50  | 72,00  | 68,15  | 292,25 |
| 16      | MEX Jashia Luna              | 52,80  | 55,35  | 61,60  | 54,60  | 63,00  | 287,35 |
| 17      | ITA Maria Elisabetta Marconi | 63,00  | 63,00  | 54,00  | 45,00  | 52,50  | 277,50 |
| 18      | GER Katja Dieckow            | 57,00  | 35,00  | 49,50  | 64,50  | 57,00  | 263,00 |

### Final
Esses foram os resultados da fase final dos saltos ornamentais:
| Posição | Atleta                       | Preliminar | Preliminar | Semifinal | Semifinal | Saltos | Saltos | Saltos | Saltos | Saltos | Total  |
| Posição | Atleta                       | Pontos     | Pos.       | Pontos    | Pos.      | 1      | 2      | 3      | 4      | 5      | Total  |
| ------- | ---------------------------- | ---------- | ---------- | --------- | --------- | ------ | ------ | ------ | ------ | ------ | ------ |
|         | CHN Guo Jingjing             | 373,90     | 1          | 398,55    | 1         | 81,00  | 84,00  | 88,35  | 76,50  | 85,50  | 415,35 |
|         | RUS Yuliya Pakhalina         | 358,15     | 2          | 383,50    | 2         | 81,00  | 75,00  | 80,60  | 82,50  | 79,50  | 398,60 |
|         | CHN Wu Minxia                | 349,45     | 4          | 345,30    | 3         | 72,00  | 75,40  | 75,95  | 85,50  | 81,00  | 389,85 |
| 4       | CAN Blythe Hartley           | 350,60     | 3          | 324,60    | 10        | 70,50  | 80,60  | 75,00  | 72,00  | 76,50  | 374,60 |
| 5       | ITA Maria Elisabetta Marconi | 286,10     | 14         | 332,40    | 5         | 72,00  | 67,20  | 60,00  | 67,50  | 82,50  | 349,20 |
| 6       | SWE Anna Lindberg            | 294,75     | 12         | 324,70    | 9         | 61,20  | 58,50  | 76,50  | 72,00  | 73,95  | 342,15 |
| 7       | AUS Sharleen Stratton        | 288,00     | 13         | 325,90    | 8         | 73,50  | 75,00  | 49,00  | 66,00  | 67,50  | 331,00 |
| 8       | USA Nancilea Foster          | 300,15     | 11         | 338,90    | 4         | 61,50  | 72,00  | 64,80  | 43,40  | 75,00  | 316,70 |
| 9       | USA Christina Loukas         | 312,60     | 8          | 329,00    | 7         | 67,50  | 68,20  | 67,50  | 42,00  | 70,50  | 315,70 |
| 10      | MEX Laura Sanchez            | 334,35     | 5          | 314,40    | 12        | 72,00  | 60,20  | 66,00  | 48,05  | 66,00  | 312,25 |
| 11      | UKR Olena Fedorova           | 323,75     | 7          | 329,10    | 6         | 70,20  | 33,60  | 71,40  | 70,00  | 53,20  | 298,40 |
| 12      | HUN Nóra Barta               | 276,15     | 18         | 318,15    | 11        | 60,75  | 67,20  | 36,00  | 37,80  | 67,50  | 269,25 |